# Toru Yoshikawa
Toru Yoshikawa (13 dicembre 1951) è un ex calciatore giapponese, di ruolo centrocampista.

## Statistiche

### Presenze e reti nei club
| Stagione | Squadra | Campionato | Campionato | Campionato |
| Stagione | Squadra | Comp       | Pres       | Reti       |
| -------- | ------- | ---------- | ---------- | ---------- |
| 1980     | Hitachi | JSL1       | ?          | ?          |
| 1981     | Hitachi | JSL1       | ?          | ?          |
| 1982     | Hitachi | JSL1       | ?          | ?          |
| 1983     | Hitachi | JSL1       | ?          | ?          |
| 1984     | Hitachi | JSL1       | ?          | ?          |
| 1985-86  | Hitachi | JSL1       | ?          | ?          |
| 1986-87  | Hitachi | JSL1       | ?          | ?          |
| 1987-88  | Hitachi | JSL2       | ?          | ?          |
| 1988-89  | Hitachi | JSL2       | ?          | ?          |
| 1989-90  | Hitachi | JSL1       | 22         | 3          |
| 1990-91  | Hitachi | JSL2       | 30         | 0          |
| 1991-92  | Hitachi | JSL1       | 13         | 0          |
|          | Totale  |            | 146+       | 14+        |